# Dean Benedetti
Dean Benedetti (Ogden, 28 giugno 1922 – Torre del Lago, 20 gennaio 1957) è stato un sassofonista e compositore statunitense di origini italiane, celebre per aver registrato dal vivo in più occasioni con Charlie Parker, creatore dello stile jazz detto bebop, quando ancora Parker non era conosciuto.

## Biografia
Dino Alipio Benedetti detto «Dean» nacque il 28 giugno 1922 a Ogden (Utah, Stati Uniti) da Amede Benedetti, emigrante di Torre del Lago e capo operaio delle ferrovie Southern Pacific. 
Mostrò subito interesse per la musica, compiendo studi regolari fino a entrare a diciotto anni all'università del Nevada dove si distinse nel baseball e nel basket. Per studiare all'università si trasferì a Reno con il fratello Rigoletto e cominciò a suonare il sax e la tromba. Nel 1943 andò a vivere a Los Angeles con la moglie Beverly, iniziando a suonare professionalmente e formando un'orchestra propria, i “Dean Benedetti's Baron of Rhythm”, tra i quali figurava Jimmy Knepper, un trombonista che diverrà poi celebre con Charles Mingus. In quel periodo Dean suonava il sax seguendo lo stile di Coleman Hawkins, prima di innamorarsi dello stile di Lester Young. Nel 1945 conobbe Charlie Parker, e questo incontro gli cambiò letteralmente la vita. 
Trasformò la sua orchestra in un gruppo be bop e finì col seguire Parker a New York in ogni suo concerto e anche in ogni sua sregolatezza, incidendo i suoi assoli con un registratore portatile su vinile. Questi documenti d'immenso valore furono lasciati al fratello Rigoletto e pubblicati poi in un prezioso cofanetto dalla Mosaic Records. 
Nel 1949 Dean accusò i primi sintomi della miastenia gravis, malattia che l'avrebbe portato poi alla morte.

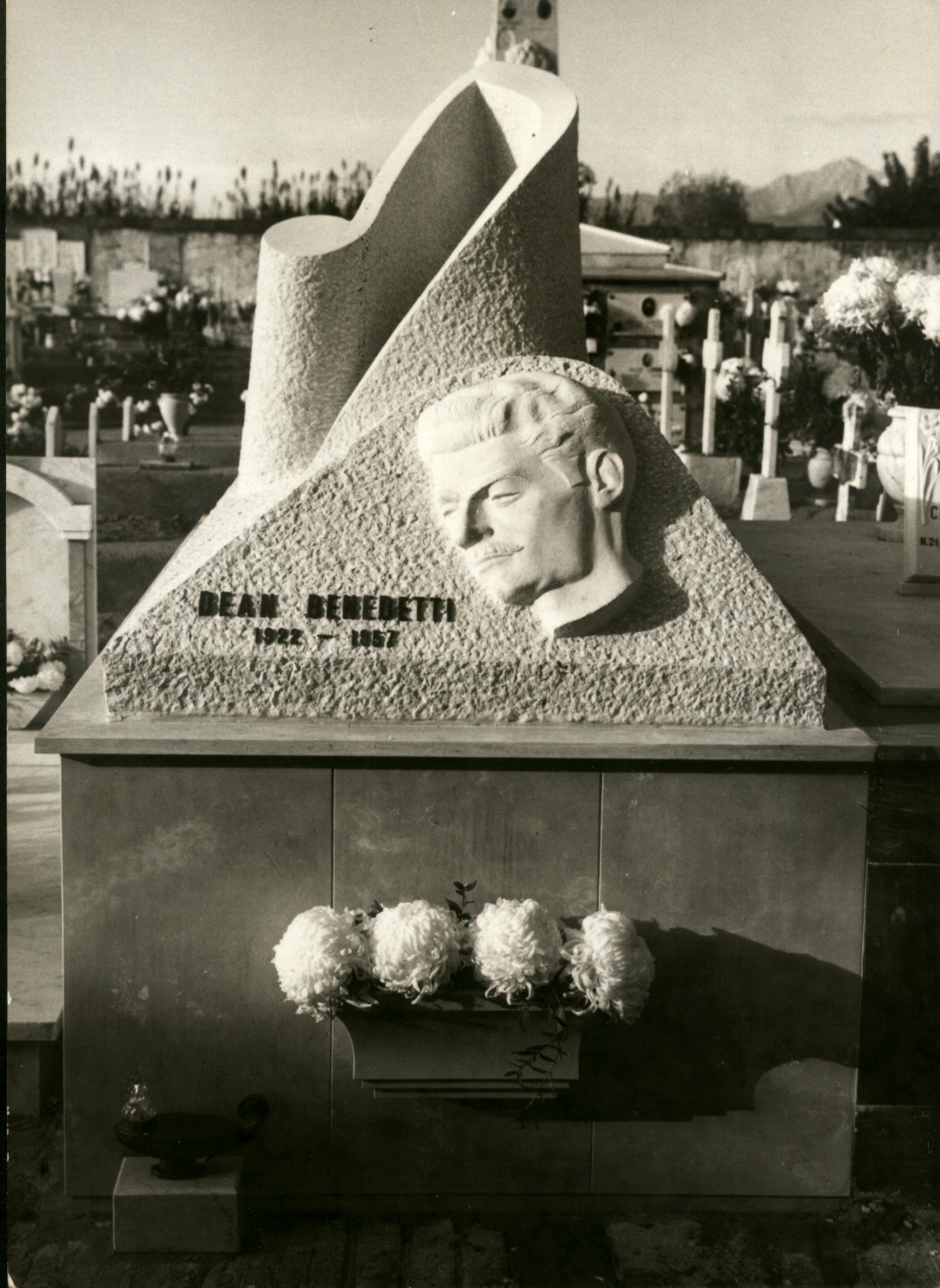
La tomba di Benedetti a Torre del Lago

Tornò con la famiglia a Torre del Lago nel tentativo di curarsi e fu soprannominato, non senza una certa mancanza di rispetto, “Bandolero Stanco” dai compaesani, poiché a causa degli effetti devastanti della patologia cronica egli si trascinava sempre più faticosamente e lentamente. Logorato nel fisico, morì il 20 gennaio 1957 all'età di 34 anni, come il suo idolo Bird, e ancora oggi riposa nel cimitero del paese. Visse di musica sino alla fine, insegnando e scrivendo arrangiamenti fra l'altro anche per Renato Carosone. Laciò trascrizioni di assoli jazz, oltre ad appunti e bozze di sue composizioni mai terminate.

## Omaggi
- Gli è stata intitolata una via a Torre del Lago.

- Il Dean Benedetti Jazz Festival è stata una manifestazione di musica jazz nata nel 2000 a Torre del Lago Puccini, dedicata alla memoria del sassofonista italo-americano. Si svolgeva principalmente nel periodo estivo, la direzione artistica era curata dal trombettista Andrea Tofanelli mentre l'organizzazione generale da Stefano Nari.